# Benzilpiperazin
Benzilpiperazin (BZP) je rekreaciona droga sa euforičnim, stimulansnim svojstvima. BZIP dejstvo je slično sa amfetaminom. Nepoželjne nuspojave su primećene. U nih se ubrajaju akutna psihoza, renalna toksičnost, i epileptički napadi. Smrtni slučajevi nisu registrovani kao posledica njegove pojedinačne primene, mada je belo smrtnih slučajeva usled korištenja kombinacije BZP i MDMA. Njegova prodaja je zabranjena u više zemalja, uključujući Australiju, Novi Zeland, SAD, Irsku, Ujedinjeno Kraljevstvo, i delove Evrope. Njegov pravni status je manje ograničen u drugim zemljama, kao što je Kanada.